# Mansfeld-Löbbecke-Stiftung von 1833
Die Mansfeld-Löbbecke-Stiftung von 1833 in Braunschweig betreut und fördert junge Menschen mit psychischen und psychosomatischen Erkrankungen nach ihren individuellen Bedürfnissen. Zweck der Stiftung ist die Förderung der Jugendhilfe, der Erziehung und der Berufsbildung.

## Geschichtliche Entwicklung
Am 2. Dezember 1833 wurde in Braunschweig durch den Medizinalrat David Mansfeld, Amalie Löbbecke (verheiratet mit dem Bankier Friedrich Karl Löbbecke) und weitere Unterstützer die „Pflegeanstalt für dürftige Kinder“ gegründet. Die Gründer der heutigen Stiftung setzten sich für benachteiligte Kinder ein. Damit das Geld zum Überleben reichte, mussten zur damaligen Zeit viele Braunschweiger Väter und Mütter bis zu 14 Stunden arbeiten und ihren Nachwuchs zu Hause alleine lassen. Diesen Kindern gab die Pflegeanstalt ein Zuhause. Im Zeichen dieser humanitären Tradition agiert die Stiftung bis zum heutigen Tage. Dabei wurde der Betreuungsschwerpunkt der Kinder und Jugendlichen noch um sozialtherapeutische und pädagogische Aspekte erweitert.

## Von 1833 bis 1944
Die Neugründung der Pflegeanstalt sprach sich schnell herum und führte zu einem raschen Zulauf von „Pfleglingen“. So war es für die ehrenamtlich tätigen Gönner schon nach kurzer Zeit notwendig geworden, geeignete neue Unterkünfte für die Kinder zu finden. 1834 war es dann soweit. In einem Haus der Braunschweiger Leopoldstraße entstand die „Pflegeanstalt für dürftige Kinder“, die später in „Stiftung Kleinkinderbewahranstalt“ und seit Mitte der 1920er Jahre bis heute in „Volkskindergarten“ umbenannt wurde. Im Jahre 1837 wurde die Stiftung in den Stand der „milden Körperschaft“ gehoben und damit der Grundstein für das heutige gemeinnützige interdisziplinäre Netzwerk der freien Kinder- und Jugendhilfe-Einrichtung Mansfeld-Löbbecke-Stiftung gelegt.
Während des Zweiten Weltkriegs übernahm die bereits über hundertjährige Stiftung auf Wunsch der Stadt Braunschweig die Trägerschaft für ein weiteres Kinderheim, welches in finanzielle Schwierigkeiten geraten war: das 1906 gegründete Elisabethheim im Bültenweg. Bis dahin wurde das vom Braunschweiger Frauenhilfsverein „Elisabeth“ gegründete Heim durch eine Stiftung des Fabrikanten Max Jüdel finanziert. Mit Übernahme der Trägerschaft wurde auch der Stiftungszweck der späteren Mansfeld-Löbbecke-Stiftung auf die gesamte Jugendhilfe ausgedehnt. Im Jahr 1943 wurden die Kinder nach dem ersten Bombenangriff auf Braunschweig evakuiert und nach Hahnenklee im Oberharz gebracht. Im dortigen Schullandheim, welches sich im Besitz der Jüdel-Stiftung befand und dessen Räumlichkeiten noch heute von der Mansfeld-Löbbecke-Stiftung genutzt werden, fanden die Kinder ein neues Zuhause.

## Von 1945 bis 1975
Der Braunschweiger „Volkskindergarten“ wurde Mitte der 1950er Jahre in die Trägerschaft des Jugendamtes der Stadt Braunschweig übergeben, gleichzeitig erweiterte die Stiftung ihre Aktivitäten in der Kinder- und Jugendhilfe systematisch.
Im Jahr 1967 wurden Satzung und Stiftungszweck geändert. Fortan sollte schwerpunktmäßig die Heimpflege „entwicklungsgehemmter Kinder“ im Mittelpunkt stehen. Acht Jahre später, 1975, bekam die Stiftung dann ihren noch heute gültigen offiziellen Namen „Mansfeld-Löbbecke-Stiftung von 1833“.

## Von 1975 bis 2002
Mit Unterstützung der Hammer-Stiftung wurde seit Anfang der 1980er Jahre die pädagogische Wohngruppenarbeit und ihr Angebotsspektrum ausgebaut und damit auch die Trägerschaft in der freien Jugendhilfe, die parallel dazu eine ganzheitlich sozialtherapeutische Ausrichtung annahm.
Die große Nachfrage nach Betreuungsplätzen sorgte dafür, dass in der Region Braunschweig-Harz weitere Gebäude und Wirkungsstätten gebraucht wurden. Im Jahre 1986 wurde zum Beispiel die eigene Amalie-Löbbecke-Schule (ehemals Neue Waldschule) eröffnet. Sie ist eine staatlich anerkannte Förderschule mit dem Schwerpunkt emotionale und soziale Entwicklung. Eine Zweigstelle der Schule wurde schon kurze Zeit später in Clausthal-Zellerfeld eröffnet und im Jahr 2000 nach Vienenburg verlegt. Die dritte eigene Schule wurde 2002 in Wolfenbüttel eingeweiht. Mit der Moreno-Schule hat die Mansfeld-Löbbecke-Stiftung ihre schulische Angebotsvielfalt komplettiert.

## Von 2002 bis heute
Ende des Jahres 2004 wurde an der „Alten Heerstraße“ in Goslar-Baßgeige ein neues zweigeschossiges Verwaltungs- und Schulungsgebäude eröffnet. Im Erdgeschoss ist die Geschäftsstelle der Stiftung, im Obergeschoss sind Teamräume untergebracht.
Das Angebot an stationären Wohngruppen wurde in den Folgejahren stetig erweitert. So kamen zum Beispiel in der „Troppauer Straße“ in Goslar und in der „Schützenstraße“ in Bad Bodenteich zwei weitere Häuser dazu. Mit den Standorten „Am Ölper Berge“ und „Walkürenring“ in Braunschweig wurden auch die individuellen Wohnformen ausgebaut.
Im Jahr 2011 wurde das neue Kommunikationszentrum in der „Alten Heerstraße“ in Goslar eröffnet. Ein großer Saal mit Bühne bietet vielfältige Möglichkeiten für sozialtherapeutische Arbeit, Fortbildungen und Veranstaltungen.
Bereits ein Jahr später standen erneut zwei Bauprojekte auf dem Programm: die Neugestaltung der Amalie-Löbbecke-Schule in Hahnenklee sowie ein weiteres Wohnangebot in Harlingerode. Mit Errichtung der individuellen Wohnform „Am Flaschendreherkamp“ in Braunschweig wurde im Jahr 2013 vorläufig das Angebot komplettiert. Heute betreibt die Stiftung 14 stationäre Wohngruppen, sechs Individuelle Wohnformen und eine Tagesgruppe.
Ab dem Jahr 2014 hat die Stiftung jedes Jahr ein umfassendes Fortbildungsprogramm angeboten, das auch externen Interessenten offensteht.

## Die Gründer
Amalie Löbbecke (1793–1883), geborene Henneberg, war verheiratet mit dem Bankier Friedrich Löbbecke. Neben der genannten Stiftung gründete sie auch das Waisenhaus „Friedrichsstift“ für evangelische Mädchen.
David Mansfeld (um 1799–1863) war verheiratet mit Caroline Mansfeld und arbeitete als freiberuflicher Arzt.

## Standorte
- Bad Bodenteich
- Braunschweig
- Goslar
- Goslar-Hahnenklee
- Harlingerode
- Mittel-Schulenberg
- Salzgitter
- Schladen
- Vienenburg
- Wolfenbüttel

## Förderschulen
Stiftungseigene staatlich anerkannte Förderschulen mit Schwerpunkt emotionale und soziale Entwicklung gibt es an den Standorten:
- Goslar
- Wolfenbüttel